# Wendell Phillips
Wendell Phillips (Boston, 29 de novembro de 1811 – Boston, 2 de fevereiro de 1884) foi um advogado abolicionista estadunidense, defensor dos nativos estadunidenses, orador e advogado.
De acordo com George Lewis Ruffin, um advogado negro, Phillips era visto por muitos negros como "o único estadunidense branco totalmente daltônico e livre de preconceito racial". De acordo com outro advogado negro, Archibald Grimké, como um líder abolicionista ele está à frente de Wm. Lloyd Garrison e Charles Sumner. De 1850 a 1865, ele foi a "figura preeminente" do abolicionismo estadunidense.

## Abolicionismo

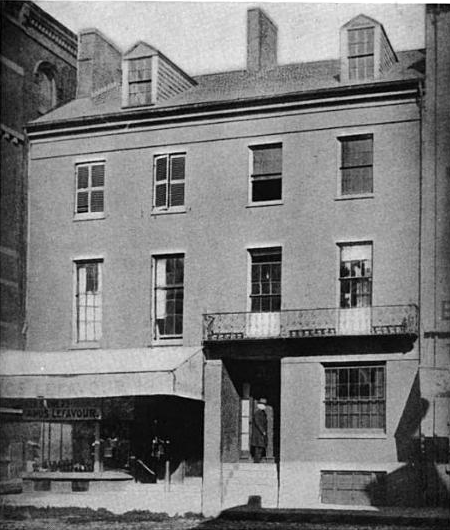
Phillips viveu na Essex Street, Boston

A afirmação de Phillips era de que a injustiça racial era a fonte de todos os males da sociedade. Como Garrison, Phillips denunciou a Constituição Estadunidense por tolerar a escravidão. Ele discordou do abolicionista Lysander Spooner e sustentou que a escravidão fazia parte da Constituição e, de forma mais geral, contestou a noção de Spooner de que qualquer juiz poderia considerar a escravidão ilegal.
Em 1845, em um ensaio intitulado "Sem união com escravistas", ele argumentou que o país estaria em melhor situação, e não seria cúmplice de sua culpa, se deixasse os estados escravistas se separarem:
A experiência dos cinquenta anos... mostra-nos os escravos triplicando em número - proprietários de escravos monopolizando os escritórios e ditando a política do governo - prostituindo a força e a influência da Nação para apoiar a escravidão aqui e em outros lugares - pisoteando os direitos dos Estados livres, e fazendo dos tribunais do país suas ferramentas. Continuar esta aliança desastrosa por mais tempo é uma loucura. O julgamento de cinquenta anos apenas prova que é impossível para os Estados livres e escravos se unirem em quaisquer termos, sem que todos se tornem parceiros na culpa e responsáveis pelo pecado da escravidão. Por que prolongar o experimento? Que todo homem honesto junte-se ao clamor da American Anti-Slavery Society. (Citado em Ruchames, The Abolitionists p. 196)

## Ativismo da Era da Reconstrução
Como a vitória do Norte na Guerra Civil parecia mais iminente, Phillips, como muitos outros abolicionistas, voltou sua atenção para as questões da Reconstrução. Em 1864, ele fez um discurso no Instituto Cooper em Nova York argumentando que a emancipação de libertos deveria ser uma condição necessária para a readmissão dos estados do sul.

## Ativismo pelos direitos das mulheres
Phillips também foi um dos primeiros defensores dos direitos das mulheres. Na edição de 3 de julho de 1846 do The Liberator, ele pediu a garantia dos direitos das mulheres às suas propriedades e ganhos, bem como ao voto. Ele escreveu: 
Sempre pensei que o primeiro direito restaurado à mulher seria o controle total e irrestrito de todos os seus bens e ganhos, fosse ela casada ou solteira. Isso também é, em certo sentido, o mais importante a ser garantido. A responsabilidade de tal confiança desenvolve imediatamente o caráter e o intelecto, e vai longe para proporcionar a até então missão e motivo indispensável para a educação. Em seguida, em ordem de importância e tempo, vem a votação. Assim foi sempre com todas as classes privadas de direitos; primeiro propriedade - depois influência política e direitos; o primeiro prepara, dá peso aos desafios e, finalmente, assegura o segundo.

## Direitos iguais para nativos estadunidenses
Phillips também foi ativo nos esforços para obter direitos iguais para os nativos estadunidenses, argumentando que a décima quinta emenda também concedia cidadania aos índios. Ele propôs que o governo Andrew Johnson criasse um cargo ministerial que garantiria os direitos dos índios. Phillips ajudou a criar a Comissão Indígena de Massachusetts com a ativista pelos direitos indígenas Helen Hunt Jackson e o governador de Massachusetts, William Claflin. Embora publicamente criticasse o hábito de beber do presidente Ulysses S. Grant, ele trabalhou com o segundo governo de Grant na nomeação de agentes indianos. Phillips fez lobby contra o envolvimento militar na resolução dos problemas dos índios estadunidenses na fronteira ocidental. Ele acusou o general Philip Sheridan de seguir uma política de extermínio de índios.
A opinião pública se voltou contra os defensores dos índios estadunidenses após a Batalha de Little Bighorn em julho de 1876, mas Phillips continuou a apoiar as reivindicações de terras dos Lakota (Sioux). Durante a década de 1870, Phillips organizou fóruns públicos para o reformador Alfred B. Meacham e índios afetados pela política de remoção de índios do país, incluindo o chefe Ponca Standing Bear e a escritora e palestrante de Omaha Susette LaFlesche Tibbles.